# Barranquitas
Barranquitas é uma pequena vila nas montanha localizada na região central de Porto Rico, ao sul de Corozal e Naranjito, norte da Coamo e Aibonito; oeste de Comério e Cidra e leste de Orocovis. Barranquitas está espalhada por seis enfermarias e Pueblo Barranquitas (O centro da cidade e do centro administrativo da cidade). É parte da Área Metropolitana de San Juan - Caguas - Guaynabo.